# Цифровой барьер
Цифровой барьер, цифровое неравенство, информационное неравенство (англ. digital divide) — ограничение возможностей социальной группы из-за отсутствия у неё доступа к современным средствам коммуникации.

## Терминология
В русском языке не сложилось единого эквивалента устоявшегося в английском языке термина digital divide. Используются словосочетания «цифровой барьер», «цифровое неравенство», «цифровое разделение», «цифровой разрыв», «цифровая пропасть», «дигитальная яма», «дигитальный разрыв», «цифровой занавес».

## Суть явления
В настоящее время digital divide является термином социально-политического характера. На возможности ущемленной группы влияют отсутствие или ограниченный доступ к телевидению, интернету, телефонной связи (мобильной и стационарной), радио. Все это ограничивает возможности этой группы в поиске работы, налаживании социальных связей, культурном обмене и может негативно влиять на экономическую эффективность, развитие и сохранение культуры, уровень образования. Согласно общепринятым воззрениям на информационное общество, его специфика такова, что свободный обмен информацией способствует преодолению нищеты и неравенства, однако у тех, кто отключен от такого обмена, перспективы катастрофически ухудшаются (Кастельс, Химанен: «Глобальный тренд заключается в том, что информационная экономика подключает к своей сети тех, кто представляет для неё ценность (тем самым придавая им дополнительную ценность), но отключает тех, кто не имеет для неё ценности (тем самым ещё более уменьшая их шансы обрести какую-то ценность)»).
Термин применяется как в отношении разницы между странами (например, в 2020 в Исландии доступ к интернету имеет 99 % населения, а в Чаде — 6,3 %), так и в отношении разницы в возможностях разных социальных слоев внутри одного общества.

## Деятельность ООН по преодолению цифрового барьера
В 2006 году Генеральная Ассамблея ООН в резолюции № A/RES/60/252 провозгласила Всемирный день информационного общества. Одной из целей было повышение уровня информированности о путях преодоления «цифровой пропасти».
Международный союз электросвязи — специализированное подразделение ООН в области информационно-коммуникационных технологий — на регулярной основе рассчитывает и публикует отчёт Индекс развития информационно-коммуникационных технологий в странах мира. Индекс развития ИКТ — это комбинированный показатель, характеризующий достижения стран мира с точки зрения развития информационно-коммуникационных технологий (ИКТ). Индекс разработан в 2007 году на основе 11 показателей, которыми Международный союз электросвязи оперирует в своих оценках развития ИКТ. Индекс сводит эти показатели в единый критерий, который призван сравнивать достижения стран мира в развитии ИКТ и может быть использован в качестве инструмента для проведения сравнительного анализа на глобальном, региональном и национальном уровнях.